# Fotoblanqueo
El fotoblanqueo, más conocido por su nombre en inglés, Photobleaching es la destrucción fotoquímica de un fluoróforo. En microscopía, el fotoblanqueo puede complicar la observación de las moléculas fluorescentes, puesto que en algún momento pueden ser destruidas por la exposición de luz necesaria para estimularlos de modo que produzcan fluorescencia. Esto es especialmente problemático en la microscopía que toma imágenes a intervalos de tiempo.
Sin embargo, el fotoblanqueo también se puede usar antes de aplicar moléculas fluorescentes (normalmente ligadas a anticuerpos) para eliminar la autofluorescencia. Esto puede contribuir a mejorar la razón señal/ruido.
También se puede emplear el fotoblanqueo para estudiar el movimiento y/o difusión de moléculas, por ejemplo mediante las técnicas conocidas como FRAP o FLIP.
La pérdida de actividad producida por el fotoblanqueo se puede controlar reduciendo la intensidad o la duración de la exposición a la luz incrementando la concentración de fluoróforos, o empleando fluoróforos más robustos que son menos proclives al blanqueo, por ejemplo, Alexa Flúor o Dylight Flúor. Grosso modo, podría decirse que una molécula dada será destruida tras una exposición constante (dependiendo del producto: I·Te·N, siendo I=intensidad de emisión, Te= tiempo de emisión y N= número de ciclos) debido a que, en un ambiente constante, cada ciclo de absorción-emisión tiene una probabilidad idéntica de producir el fotoblanqueo. 

## Tiempo de vida
Dependiendo del material, los componentes de las tinciones para microscopía puede producir un número distinto de fotones, y por tanto tener distintos tiempos de vida. Por ejemplo, con una tasa de 105 fotones/s):
- Proteína verde fluorescente: 104-105; 0.1-1 s
- Colorante orgánico típico: 105-106; 1-10 s
- CdSe/ZnS Quantum dot: 108; > 1000 minutos

El término "tiempo de vida" no se debe confundir con ese mismo parámetro cuando se mide mediante FLIM (fluorescence lifetime imaging).